# Paya Munje
Paya Munje is een bestuurslaag in het regentschap Aceh Tenggara van de provincie Atjeh, Indonesië. Paya Munje telt 312 inwoners (volkstelling 2010).